# Buddhistforbundet
Buddhistforbundet ("Buddhistförbundet") är en nationell paraplyorganisation till olika norska buddhistiska organisationer. Det är grundat år 1979 och registrerat som ett trossamfund enligt norska lagen. Som trossamfund håller Buddhistforbundet på att samarbeta med andra trossamfund och statskyrkan i Norge, och påverka de politiska förtroendevalda genom lobbying.
Förbundets nuvarande ordförande är Nirmala Eidsgård. Förbundet består av 16 medlemsorganisationer.
Buddhistforbundet är medlem i den Europeiska buddhistiska unionen.